# Morioka

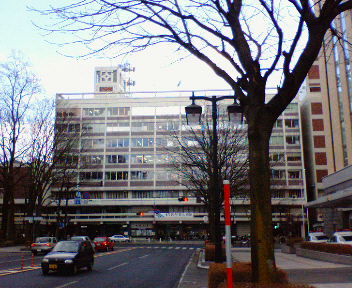
Morioka polgármesteri hivatala

Morioka (盛岡市; Hepburn: Morioka-shi) Ivate prefektúra székhelye, Észak-Japán Tóhoku régiójában. A város lakossága 2015. szeptemberi becslések szerint 299 169 fő, népsűrűsége 337 fő/km². A város teljes területe 886,47 km².

## Története
A modern kori Morioka területe a paleolitikum óta lakott. Számos Dzsómon-kori, Jajoi-kori és Kofun-kori sírt és romot tártak fel a területen. A Heian-kor Enrjaku-kora alatt, 803-ban Szakanoue no Tamuramarót a Siva-kastélytól északra rendelték, hogy megerősítse a Jamato-család uralmát a Mucu provincia felett. A területet később az Abe-család uralta, amíg a Minamoto- és a Kijohara-család el nem pusztította őket az első kilencéves háború során. A Kijoharákat a goszannen háború alatt legyőzték, a terület a hiraizumi székhelyű Ósú Fudzsivara család irányítása alá került. Miután az Ósú Fudzsivarákat a Kamakura-kor alatt elpusztította Minamoto no Joritomo a területet több szamurájcsalád magának követelte. Végül a Szengoku-kor alatt a szannohei székhelyű Nanbu-család kiterjesztette a területét és 1592-ben felépíttette a Kozukata-kastélyt.
A szekigaharai csata és a Morika birtok a Tokugava-sógunátus általi hivatalos elismerése után a Kozukata-kastélyt átnevezték Morioka-kastélyra. A nevét 森岡-ról 盛岡-ra cserélték (mindkettő olvasata Morioka). A Morioka birtok a Meidzsi-restauráció alatti bosin-háború során kulcsfontosságú tagja volt a Tokugava oldalán álló Óuecu reppan dómeinek.
A Meidzsi-kor kezdete után, 1870-ben az egykori Morioka birtok Morioka prefektúra lett, ami 1872-től Ivate prefektúra része lett. Az önkormányzati rendszer 1889-es bevezetésével hivatalosan is megalapult Morioka városa, Ivate prefektúra székhelyeként. A várost 1890-ben vasúthálózattal kötötték össze Tokióval. A város a második világháborút kisebb károkkal vészelte át, mindössze két kisebb légicsapás érte.
2006. január 10-én az ivate körzeti Tamajama faluját beolvasztották Moriokába. Moriokát 2008-ban központi várossá nevezték ki, így megnövekedett a helyi autonómiája.
Moriokát a 2011-es tóhokui földrengés során 6,1-es erősségű földrengés sújtotta, azonban a széles körű áramkimaradásokat leszámítva csak kisebb károk érték.

## Földrajz
Morioka Ivate prefektúra középső részén, a Kitakami-medencében helyezkedik el a Kitakami, a Sizukuisi és a Nakacu folyók torkolatánál. A Kitakami a Kiszo után a második leghosszabb folyó Japán csendes-óceáni felén, illetve a leghosszabb a Tóhoku régióban. A folyó északról délre folyik keresztül a városon és több gát, így a Sindzsúsida- vagy a Gandó-gát is található rajta a város területén belül. A város északnyugati látképét egy aktív vulkán, az Ivate-hegy uralja. Moriokától északra helyezkedik el az Himekami-hegy, míg délkeletre a Hajacsine-hegy látható.

### Környező települések
- Ivate prefektúra
  - Hanamaki
  - Hacsimantai
  - Takizava
  - Mijako
  - Sizukuisi
  - Kuzumaki
  - Siva
  - Jahaba
  - Ivaizumi

## Népesség
A település népességének változása:
| Lakosok száma | 298 348 | 297 631 | 290 553 |
|               | 2010    | 2015    | 2021    |

## Éghajlat
Morioka éghajlata átmenet a szubtrópusi és a kontinentális éghajlatok között. Párás, a csapadék és a hó is jellemző a területre. A Köppen éghajlati besorolás alatt a 23,4 °C-os augusztusi és a −1,9 °C-os januári átlaghőmérsékletével a szubtrópusi besorolás alá tartozik, mivel a telek enyhébbek, mint a −3 °C-os kontinentális izoterma. A hőmérséklet-különbségek jórészt a mérsékelt kontinentális éghajlattal vethetők össze.
| Hónap                               | Jan. | Feb. | Már. | Ápr. | Máj. | Jún. | Júl. | Aug. | Szep. | Okt. | Nov. | Dec. | Év   |
| ----------------------------------- | ---- | ---- | ---- | ---- | ---- | ---- | ---- | ---- | ----- | ---- | ---- | ---- | ---- |
| Átlagos max. hőmérséklet (°C)       | 1,8  | 2,9  | 7,0  | 14,4 | 19,7 | 23,5 | 26,4 | 28,3 | 23,6  | 17,6 | 10,6 | 4,6  | 15,1 |
| Átlaghőmérséklet (°C)               | −1,9 | −1,2 | 2,2  | 8,6  | 14,0 | 18,3 | 21,8 | 23,4 | 18,7  | 12,1 | 5,9  | 1,0  | 10,3 |
| Átlagos min. hőmérséklet (°C)       | −5,6 | −5,2 | −2,2 | 3,0  | 8,5  | 13,8 | 18,1 | 19,6 | 14,6  | 7,3  | 1,5  | −2,4 | 6,0  |
| Átl. csapadékmennyiség (mm)         | 53   | 49   | 81   | 88   | 103  | 110  | 186  | 184  | 160   | 93   | 90   | 71   | 1266 |
| Forrás: Japan Meteorological Agency |      |      |      |      |      |      |      |      |       |      |      |      |      |

## Közlekedés
- East Japan Railway Company (JR East) – Tóhoku sinkanszen
  - Morioka állomás
- East Japan Railway Company (JR East) - Tóhoku fővonal
  - Ivate–Iioka - Szembokucsó - Morioka
- East Japan Railway Company (JR East) - Tazavako vonal (Akita sinkanszen)
  - Morioka
- East Japan Railway Company (JR East) - Jamada vonal
  - Morioka - Kamimorioka - Jamagisi - Kamijonai - Ósida - Aszagisi
- East Japan Railway Company (JR East) - Hanava vonal
  - Morioka - Kóma
- Iwate Galaxy vasútvonal
  - Morioka – Aojama – Kurijagava – Sibutami – Kóma

### Autópályák
- Tóhoku autópálya – Morioka–Minami IC, Morioka IC
- 4-es főút
- 46-os főút
- 106-os főút
- 281-es főút
- 282-es főút
- 396-os főút
- 455-ös főút
- 456-os főút

## Oktatás

### Egyetemek
- Ivatei Egyetem
- Ivatei Orvosi Egyetem

### Állami középiskolák
- 1-es számú Moriokai Középiskola
- 2-es számú Moriokai Középiskola
- 3-as számú Moriokai Középiskola
- 4-es számú Moriokai Középiskola
- Dél-moriokai Középiskola
- Moriokai Mezőgazdasági Középiskola
- Moriokai Ipari Középiskola
- Moriokai Kereskedelmi Középiskola
- Ivate prefektúrai Torjo Középiskola
- Morioka Városi Középiskola

## Média
- Iwate Asahi Television
- Iwate Broadcasting Company
- Iwate Menkoi Television
- Iwate Nippo
- Television Iwate

## Testvérvárosok
- Victoria (Brit Columbia), Kanada[6] (1985 óta)